# 湘南海童社
株式会社湘南海童社（しょうなんかいどうしゃ）は、かつて存在した日本の出版社である。

2012年10月10日に東京地方裁判所から破産手続決定を受けたが、破産財団をもって破産手続の費用を支弁するのに不足したため2013年1月21日に破産手続きが廃止された。

## 概要
「湘南生活」や「ラーメンの繁盛店」などを刊行しており、主に、湘南や横浜を中心とした神奈川県内のグルメガイド誌、情報誌などのムック、フリーペーパーを企画・発行している。また編集プロダクションの性格もあわせもち、自社以外の媒体の企画・編集も行っている。

## 刊行物
ムック
- 湘南生活
- 神奈川県内 ラーメンの繁盛店

など
フリーペーパー
- 湘南生活